# Anders Norrback
Anders Johan Norrback, född 14 september 1963 i Övermark, är en finländsk politiker (Svenska folkpartiet). Han är ledamot av Finlands riksdag sedan 2019. Han är son till SFP:s tidigare partiordförande Ole Norrback.
Norrback blev invald i riksdagsvalet 2019 med 5 882 röster från Vasa valkrets. Han omvaldes i riksdagsvalet 2023 med 5 927 röster.